# Protea longifolia
Espèce
Synonymes
- Protea ignota Phillips[2]
- Protea ligulaefolia Sweet[2]
- Protea minor Compton[2]
- Protea umbonalis Sweet[2]

Protea longifolia est une espèce de plantes de la famille des Protéacées. C'est un buisson originaire d'Afrique du Sud.